# Dipsochelys hololissa
Aldabrachelys gigantea là một loài rùa trong họ Testudinidae. Loài này được Günther mô tả khoa học đầu tiên năm 1877.

## Hình ảnh

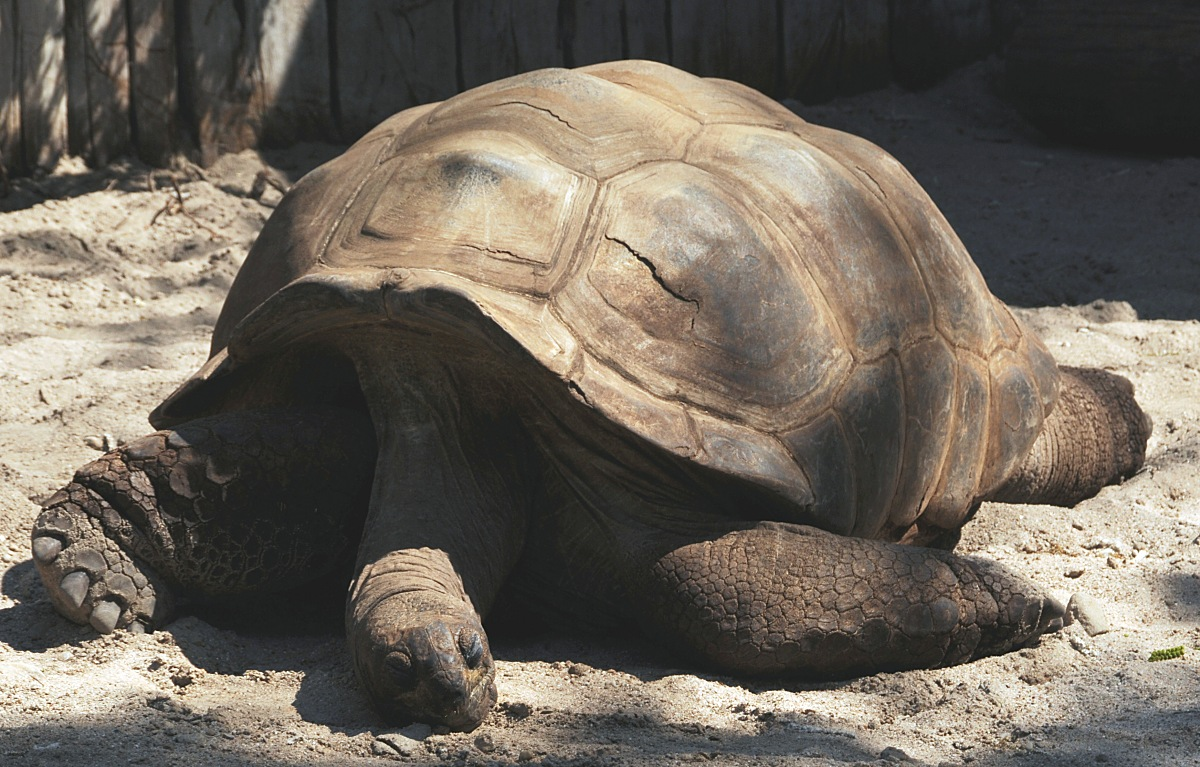
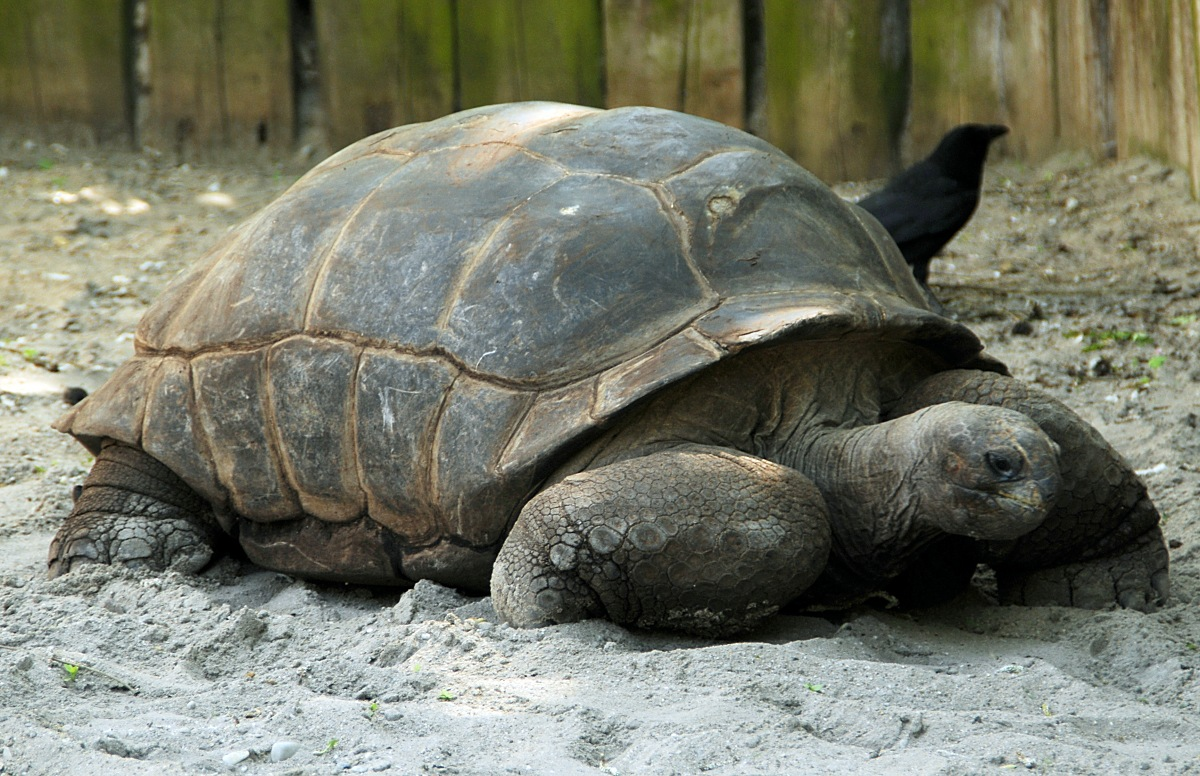
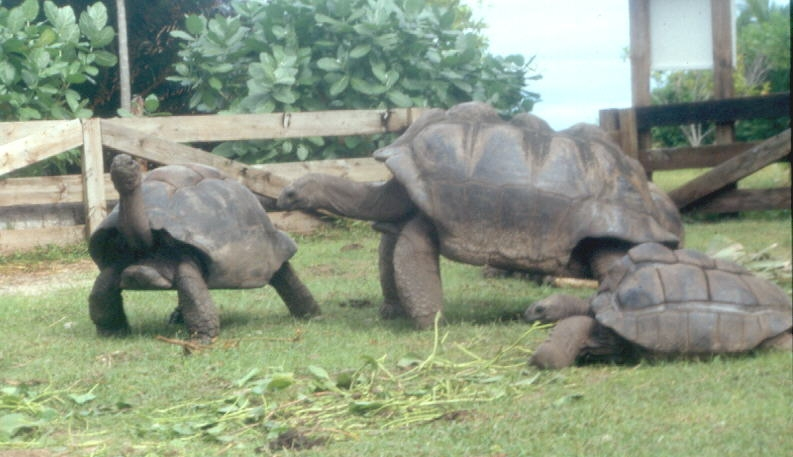
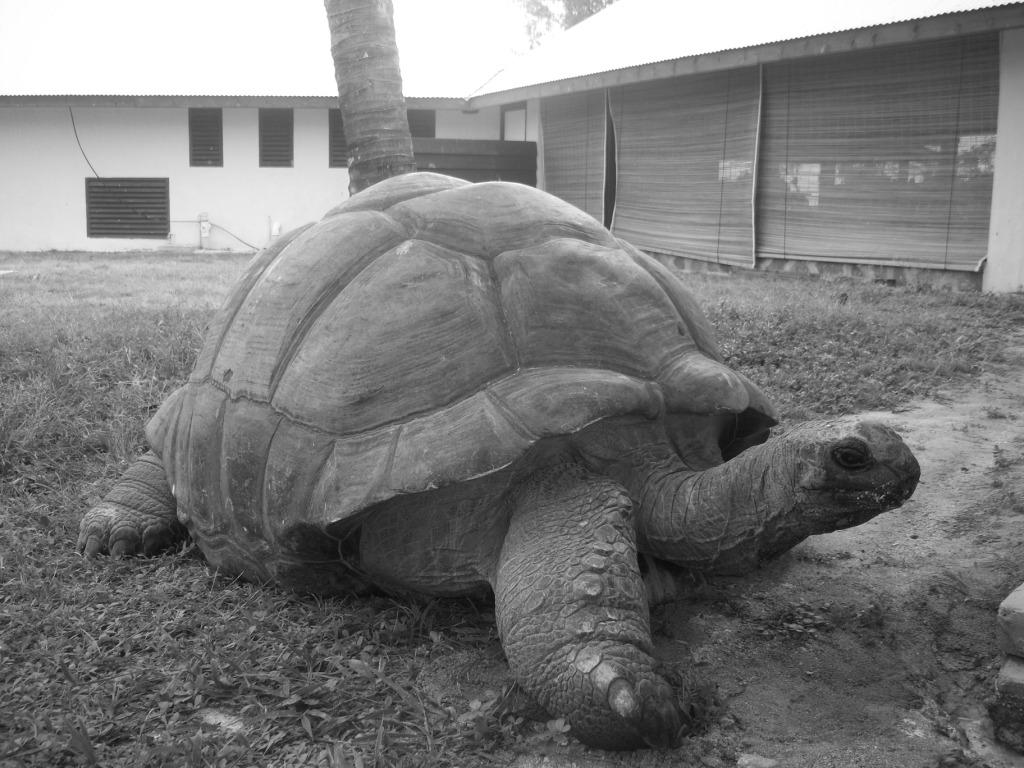